# Contre-attaque (militaire)
Pour les articles homonymes, voir Contre-attaque.

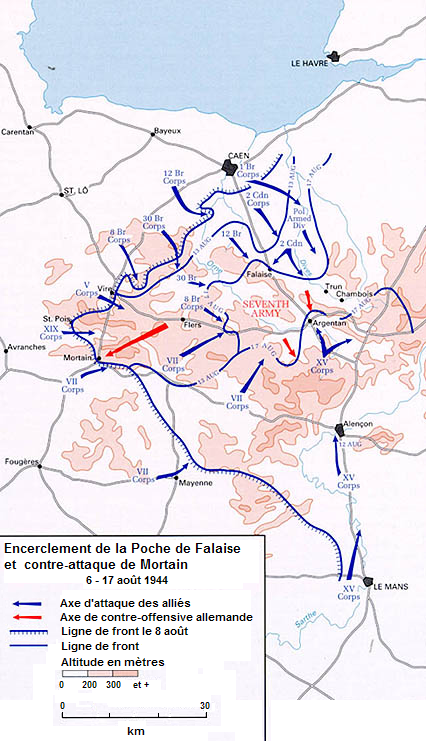
Carte tactique des opérations d'encerclement de la Poche de Falaise et des contre-attaques allemandes.

Une contre-attaque, aussi orthographié contrattaque depuis 1990, est une tactique militaire utilisée par les défenseurs lorsqu’ils sont attaqués par l’ennemi. Pendant leur assaut, les attaquants peuvent être devenus vulnérables en se plaçant eux-mêmes dans une position défavorable :
- l’épuisement (due aux pertes de l’attaque),
- la désorganisation (les lignes d’attaque peuvent avoir été fractionnées par les combats),
- l’éloignement de ses bases de départ et de ses soutiens (délais d’arrivée des renforts et limitation des feux d’artillerie),
- la rupture de ses lignes de communication (l’état-major ne sait plus où se trouvent ses forces),
- la suffisance (l’attaque continue à cause de soldats impétueux mais sans plus aucun résultat).

Au bon moment, les défenseurs sortent violemment de leurs fortifications, rencontrant et stupéfiant leurs attaquants directement et prenant ainsi l’initiative. Cela peut casser un siège et/ou changer l’issue de la bataille. Cependant, si le moment est mal choisi ou si la contre-attaque est mal exécutée, cela peut aboutir à un désastre militaire, étant donné que les défenseurs ne sont plus protégés par leurs fortifications.

## Exemples historiques
Dans l’histoire militaire, la contre-attaque a pu être utilisée aussi bien de manière efficace que de manière tout à fait inefficace.
Durant l’expédition de Sicile de 415 à 413 av. J.-C., les Athéniens étaient sur le point de remporter la bataille, une ligne de Syracuse a tenu et résisté à l’attaque, dispersant et battant ainsi les forces d’invasion de l’Empire athénien.
À la bataille de Hefei, en 215 en Chine, une force de défense de moins de 6 000 soldats, dirigée par l’officier de Cao Wei, Zhang Liao, a repoussé avec succès l’armée d’invasion de Sun Wu qui comptait environ 80 000 hommes par une embuscade audacieuse et une contre-attaque qui coupa l’armée ennemie en deux.
Le colonel Joshua Chamberlain commandait le 20e régiment du Maine à Little Round Top le deuxième jour de la bataille de Gettysburg. L’élite des troupes rebelles de John Bell Hood chargeaient, mais Chamberlain maintint ses lignes, puis ordonna un débordement par la droite à travers les collines. Le résultat fut une destruction massive des lignes des Confédérés.
À la bataille de Koursk en juillet 1943, les chars Panther allemands se sont épuisés contre l’artillerie anti-char soviétique. Une fois leur avance perdue, les chars soviétiques T-34 fondirent sur eux depuis une arête voisine « comme des rats », selon le général Heinz Guderian. La Wehrmacht fut dispersée durant la bataille, et beaucoup de leurs lignes furent détruites. L’Allemagne ne lança plus jamais d’assaut de cette échelle contre l’Union des républiques socialistes soviétiques après cette bataille et resta sur la défensive vis-à-vis d’eux.

## Résultats
Les conséquences des contre-attaques ont été décisives tout au long de l’histoire[réf. nécessaire]. Si les Athéniens avaient gagné à Syracuse, les Grecs, et non les Romains, auraient pu dominer le bassin méditerranéen à cette époque[réf. nécessaire]. Si les Russes n’avaient pas remporté la bataille de Koursk, les nazis auraient dominé le front de l’Est pour au moins une année de plus[réf. nécessaire], retardant ainsi les pressions sur le IIIe Reich, ayant très probablement un effet substantiel sur la guerre, si ce n’est son issue. D’autres batailles décisives de l’Histoire ont aussi été gagnées ou perdues par contre-attaque :

### Exemples de contre-attaques réussies
- Contre-attaque de la Marne.
- Bataille de Koursk.

### Exemples de contre-attaques ayant échoué
- Contre-attaque de Mortain.
- Contre-attaque de Bougainville.

## Autres
- Contre-attaque est également le titre du troisième livre de la série The corp, écrite par W.E.B. Griffin

- La contre-attaque en sport et notamment en sport de combat est synonyme de riposte, c'est-à-dire d'offensive déclenchée après avoir effectué une défense.